# Дискографія Pink
Дискографія американської співачки Pink складається з п'яти студійних альбомів, одного концертного альбому, двох збірок, двадцяти шести синглів та двадцяти двох музичних відео.

## Альбоми

### Студійні альбоми
| Рік  | Деталі | Найвищі позиції в чартах | Найвищі позиції в чартах | Найвищі позиції в чартах | Найвищі позиції в чартах | Найвищі позиції в чартах | Найвищі позиції в чартах | Найвищі позиції в чартах | Найвищі позиції в чартах | Найвищі позиції в чартах | Найвищі позиції в чартах | Сертифікації |
| Рік  | Деталі | US                       | AUS                      | AUT                      | CAN                      | FRA                      | GER                      | IRE                      | NL                       | NZ                       | UK                       | Сертифікації |
| ---- | --- | ------------------------ | ------------------------ | ------------------------ | ------------------------ | ------------------------ | ------------------------ | ------------------------ | ------------------------ | ------------------------ | ------------------------ | --- |
| 2000 | Can't Take Me Home - Випущено: 4 квітня 2000 - Лейбл: LaFace Records (#73008-26062-2) - Формат: CD                      | 26                       | 10                       | —                        | 20                       | —                        | 85                       | 23                       | 58                       | 12                       | 13                       | - US: 2 × Платиновий - AUS: 2 × Платиновий - CAN: 2 × Платиновий - UK: Платиновий |
| 2001 | Missundaztood - Випущено: 20 листопада 2001 - Лейбл: Arista Records (#07822-14718-2) - Формат: CD                       | 6                        | 14                       | 4                        | 5                        | 17                       | 5                        | 1                        | 5                        | 4                        | 2                        | - US: 5 × Платиновий - AUS: 4 × Платиновий - AUT: Платиновий - CAN: 5 × Платиновий - GER: 2 × Платиновий - UK: 5 × Платиновий - EU: 3 × Платиновий                                                                  |
| 2003 | Try This - Випущено: 11 листопада 2003 - Лейбл: Arista Records (#82876-56813-2) - Формат: CD                            | 9                        | 8                        | 2                        | 8                        | 12                       | 2                        | 8                        | 8                        | 24                       | 3                        | - US: Платиновий - AUS: 2 × Платиновий - AUT: Платиновий - CAN: Платиновий - GER: Платиновий - UK: Платиновий - EU: Платиновий                                                                                      |
| 2006 | I'm Not Dead - Випущено: 4 квітня 2006 - Лейбл: LaFace Records (#82876-80320-2) - Формат: CD                            | 6                        | 1                        | 1                        | 2                        | 7                        | 1                        | 9                        | 5                        | 1                        | 3                        | - US: Платиновий - AUS: 11 × Платиновий - AUT: 2 × Платиновий - CAN: Платиновий - FRA: Platinum - GER: 3 × Платиновий - UK: 3 × Платиновий - EU: 2 × Платиновий                                                     |
| 2008 | Funhouse - Випущено: 28 жовтня 2008 - Лейбл: LaFace Records (#88697-36759-2) - Формат: CD                               | 2                        | 1                        | 3                        | 3                        | 4                        | 2                        | 2                        | 1                        | 1                        | 1                        | - US: Платиновий - AUS: 11 × Платиновий - AUT: 3 × Платиновий - CAN: 3 × Платиновий - FRA: Платиновий - GER: 5 × Платиновий - UK: 3 × Платиновий                                                                    |
| 2012 | The Truth About Love - Випущено: 18 вересня 2012 - Лейбл: RCA Records (#88697-36759-2) - Формат: CD, LP, цифровий носій | 1                        | 1                        | 1                        | 1                        | 4                        | 1                        | 2                        | 1                        | 1                        | 2                        | - RIAA: 3× Платиновий - ARIA: 9× Платиновий - BPI: 3× Платиновий - BVMI: 5× Золотий - IFPI AUT: Платиновий - IFPI SWI: Платиновий - MC: 6× Платиновий - RMNZ: 4× Платиновий - SNEP: Платиновий - UK: 3 × Платиновий |
| 2017 | Beautiful Trauma - Випущено: 13 жовтня 2017 - Лейбл: RCA Records (#88697-36759-2) - Формат: CD, LP, цифровий носій      | 1                        | 1                        | 1                        | 1                        | 2                        | 2                        | 1                        | 1                        | 1                        | 1                        | - RIAA: Платиновий - ARIA: 4× Платиновий - BPI: Платиновий - BVMI: Платиновий - IFPI AUT: Золотий - IFPI SWI: Платиновий - MC: 3× Платиновий - NVPI: Платиновий - RMNZ: 2× Платиновий - SNEP: Платиновий            |
| 2019 | Hurts 2B Human - Випущено: 26 квітня 2019 - Лейбл: RCA Records (#88697-36759-2) - Формат: CD, LP, цифровий носій        | 1                        | 1                        | 2                        | 1                        | 7                        | 2                        | 1                        | 1                        | 1                        | 1                        | - ARIA: Платиновий - BPI: Золотий - IFPI SWI: Золотий - MC: Платиновий - RMNZ: Золотий |

### Збірки
| Рік  | Деталі                                                                                      | Найвищі позиції в чартах | Найвищі позиції в чартах | Найвищі позиції в чартах | Найвищі позиції в чартах | Найвищі позиції в чартах | Найвищі позиції в чартах | Найвищі позиції в чартах | Найвищі позиції в чартах | Найвищі позиції в чартах | Найвищі позиції в чартах | Сертифікації                                                                                         |
| Рік  | Деталі                                                                                      | US                       | AUS                      | AUT                      | CAN                      | FRA                      | GER                      | IRE                      | NL                       | NZ                       | UK                       | Сертифікації                                                                                         |
| ---- | ------------------------------------------------------------------------------------------- | ------------------------ | ------------------------ | ------------------------ | ------------------------ | ------------------------ | ------------------------ | ------------------------ | ------------------------ | ------------------------ | ------------------------ | --- |
| 2007 | Pink Box - Випущено: 1 грудня 2007 - Лейбл: LaFace - Формат: CD                             | —                        | 13                       | —                        | —                        | —                        | —                        | —                        | —                        | —                        | 7                        | - AUS: Золотий                                                                                       |
| 2010 | Greatest Hits... So Far!!! - Випущений: 15 листопада 2010 - Лейбл: LaFace - Формат: CD, DVD | 5                        | 1                        | 4                        | 4                        | 8                        | 3                        | 8                        | 3                        | 1                        | 5                        | - US: Золотий - AUS: 5 × Платиновий - CAN: Платиновий - NZ: Платиновий - GER: Золотий - AUT: Золотий |

### Концертні альбоми
| Рік  | Деталі                                                                    | Найвищі позиції в чартах | Найвищі позиції в чартах | Сертифікації                                           |
| Рік  | Деталі                                                                    | AUT                      | NL                       | Сертифікації                                           |
| ---- | ------------------------------------------------------------------------- | ------------------------ | ------------------------ | ------------------------------------------------------ |
| 2009 | Funhouse Tour: Live In Australia - Випущекно: 27 жовтня 2009 - Формат: CD | 32                       | 54                       | - US: Золотий - AUS: 29 × Платиновий - GER: Платиновий |

## Сингли
| Рік  | Сингл                                                   | Найвищі позиції в чартах | Найвищі позиції в чартах | Найвищі позиції в чартах | Найвищі позиції в чартах | Найвищі позиції в чартах | Найвищі позиції в чартах | Найвищі позиції в чартах | Найвищі позиції в чартах | Найвищі позиції в чартах | Найвищі позиції в чартах     | Сертифікеації                                                                            | Альбом                          |
| Рік  | Сингл                                                   | US                       | AUS                      | AUT                      | CAN                      | FRA                      | GER                      | IRL                      | NL                       | NZ                       | UK                           | Сертифікеації                                                                            | Альбом                          |
| ---- | ------------------------------------------------------- | ------------------------ | ------------------------ | ------------------------ | ------------------------ | ------------------------ | ------------------------ | ------------------------ | ------------------------ | ------------------------ | ---------------------------- | ---------------------------------------------------------------------------------------- | ------------------------------- |
| 2000 | «There You Go»                                          | 7                        | 2                        | 26                       | 6                        | —                        | 65                       | 19                       | 8                        | 6                        | 6                            | - US: Золотий - AUS: Платиновий                                                          | Can't Take Me Home              |
| 2000 | »Most Girls"                                            | 4                        | 1                        | —                        | 2                        | —                        | —                        | 15                       | 23                       | 2                        | 5                            | - AUS: Платиновий                                                                        | Can't Take Me Home              |
| 2001 | «You Make Me Sick»                                      | 33                       | 25                       | —                        | —                        | —                        | 88                       | 30                       | 42                       | 10                       | 9                            | - AUS: Золотий                                                                           | Can't Take Me Home              |
| 2001 | «Lady Marmalade» (з Крістіною Агілерою, Lil' Kim і Mýa) | 1                        | 1                        | 3                        | 17                       | 12                       | 1                        | 1                        | 2                        | 1                        | 1                            | - AUS: 2 × Платиновий - UK: Золотий                                                      | Moulin Rouge! OST               |
| 2001 | «Get the Party Started»                                 | 4                        | 1                        | 2                        | 11                       | 4                        | 2                        | 1                        | 2                        | 1                        | 2                            | - US: Золотий - AUS: Золотий - AUT: Золотий - GER: Золотий - UK: Срібний                 | M!ssundaztood                   |
| 2002 | «Don't Let Me Get Me»                                   | 8                        | 8                        | 10                       | 20                       | 42                       | 10                       | 5                        | 6                        | 1                        | 6                            | - AUS: Золотий                                                                           | M!ssundaztood                   |
| 2002 | «Just Like a Pill»                                      | 8                        | 97                       | 2                        | 4                        | 29                       | 2                        | 2                        | 6                        | 2                        | 1                            | - AUT: Золотий - UK: Срібний                                                             | M!ssundaztood                   |
| 2002 | «Family Portrait»                                       | 20                       | 11                       | 11                       | 30                       | 23                       | 8                        | 5                        | 5                        | 5                        | 11                           | - AUS: Золотий                                                                           | M!ssundaztood                   |
| 2003 | «Feel Good Time» (з Вільямом Орбітом)                   | 60                       | 7                        | 9                        | 30                       | 74                       | 16                       | 9                        | 13                       | 17                       | 3                            | - AUS: Золотий                                                                           | Charlie's Angels: Full Throttle |
| 2003 | «Trouble»                                               | 68                       | 8                        | 5                        | 2                        | —                        | 7                        | 7                        | 10                       | 20                       | 7                            | - AUS: Золотий                                                                           | Try This                        |
| 2004 | «God Is a DJ»                                           | 103                      | 24                       | 26                       | 46                       | —                        | 44                       | 13                       | 6                        | 30                       | 11                           |                                                                                          | Try This                        |
| 2004 | «Last to Know»                                          | —                        | —                        | 48                       | 31                       | —                        | 66                       | 23                       | 22                       | —                        | 21                           |                                                                                          | Try This                        |
| 2006 | «Stupid Girls»                                          | 13                       | 4                        | 3                        | 2                        | 13                       | 5                        | 5                        | 9                        | 7                        | 4                            | - US: Золотий - AUS: Золотий - UK: Золотий                                               | I'm Not Dead                    |
| 2006 | «Who Knew»                                              | 9                        | 2                        | 11                       | 46                       | 24                       | 12                       | 6                        | 35                       | 11                       | 5                            | - US: Платиновий - UK: Срібний - AUS: Платиновий                                         | I'm Not Dead                    |
| 2006 | «U + Ur Hand»                                           | 9                        | 5                        | 3                        | 31                       | 11                       | 4                        | 13                       | 31                       | 10                       | 10                           | - US: Платиновий - AUS: Платиновий                                                       | I'm Not Dead                    |
| 2006 | «Nobody Knows»                                          | —                        | 27                       | 21                       | —                        | 18                       | 17                       | 27                       | 38                       | —                        | 27                           |                                                                                          | I'm Not Dead                    |
| 2006 | «Dear Mr. President» (з Indigo Girls)                   | —                        | 5                        | 1                        | 55                       | —                        | 3                        | —                        | 37                       | 11                       | 34                           | - AUS: Золотий - AUT: Платиновий - GER: Золотий                                          | I'm Not Dead                    |
| 2007 | «Leave Me Alone (I'm Lonely)»                           | —                        | 5                        | —                        | —                        | —                        | —                        | —                        | —                        | 5                        | - AUS: Золотий - NZ: Золотий |                                                                                          | I'm Not Dead                    |
| 2008 | «So What»                                               | 1                        | 1                        | 1                        | 1                        | 4                        | 1                        | 1                        | 4                        | 1                        | 1                            | - US: 4 × Платиновий - AUS: 4 × Платиновий - GER: Золотий - NZ: Платиновий - UK: Золотий | Funhouse                        |
| 2008 | «Sober»                                                 | 15                       | 6                        | 4                        | 8                        | —                        | 3                        | 12                       | 3                        | 7                        | 9                            | - US: 2 × Платиновий - AUS: 2 × Платиновий - GER: Золотий - NZ: Золотий                  | Funhouse                        |
| 2009 | «Please Don't Leave Me»                                 | 17                       | 11                       | 5                        | 8                        | —                        | 8                        | 10                       | 19                       | 19                       | 12                           | - US: Платиновий - AUS: Золотий - AUT: Золотий - UK: Срібний                             | Funhouse                        |
| 2009 | «Bad Influence»                                         | —                        | 6                        | 20                       | —                        | —                        | 26                       | —                        | 13                       | 12                       | 161                          | - AUS: Золотий                                                                           | Funhouse                        |
| 2009 | «Funhouse»                                              | 44                       | 6                        | 7                        | 21                       | —                        | 16                       | 26                       | 14                       | 15                       | 29                           | - AUS: Золотий - NZ: Золотий                                                             | Funhouse                        |
| 2009 | «I Don't Believe You»                                   | 117                      | 23                       | 15                       | 66                       | —                        | 17                       | —                        | 29                       | —                        | 62                           |                                                                                          | Funhouse                        |
| 2010 | «Glitter in the Air»                                    | 18                       | —                        | —                        | 29                       | —                        | —                        | —                        | —                        | —                        | —                            |                                                                                          | Funhouse                        |
| 2010 | «Raise Your Glass»                                      | 1                        | 1                        | 9                        | 2                        | 37                       | 5                        | 10                       | 4                        | 5                        | 13                           | - US: 3 × Платиновий - AUS: 4 × Платиновий - GER: Золотий - NZ: Платиновий               | Greatest Hits… So Far!!!        |
| 2010 | «Fuckin' Perfect»                                       | 2                        | 10                       | 9                        | 2                        | 24                       | 7                        | 15                       | 6                        | 2                        | 10                           | - AUS: 2 × Платиновий - NZ: Золотий                                                      | Greatest Hits… So Far!!!        |

### З іншими виконавцями
| Рік  | Сингл                                                  | Найвищі позиції в чартах | Найвищі позиції в чартах | Найвищі позиції в чартах | Найвищі позиції в чартах | Найвищі позиції в чартах | Найвищі позиції в чартах | Найвищі позиції в чартах | Найвищі позиції в чартах | Найвищі позиції в чартах | Найвищі позиції в чартах | Сертифікації | Альбом                    |
| Рік  | Сингл                                                  | US                       | AUS                      | AUT                      | CAN                      | FRA                      | GER                      | IRL                      | NL                       | NZ                       | UK                       | Сертифікації | Альбом                    |
| ---- | ------------------------------------------------------ | ------------------------ | ------------------------ | ------------------------ | ------------------------ | ------------------------ | ------------------------ | ------------------------ | ------------------------ | ------------------------ | ------------------------ | ------------ | ------------------------- |
| 2007 | «Sing» (Енні Леннокс з іншими виконавцями)             | —                        | —                        | —                        | —                        | —                        | —                        | —                        | —                        | —                        | 161                      |              | Songs of Mass Destruction |
| 2010 | «We Are the World: 25 for Haiti» (з Артистами з Гаїті) | 2                        | 18                       | —                        | 8                        | 2                        | —                        | 9                        | —                        | 17                       | 50                       |              | сингл без альбому         |
| 2010 | «Won't Back Down» (з Eminem)                           | 62                       | 67                       | —                        | 65                       | —                        | —                        | —                        | —                        | —                        | 82                       |              | Recovery                  |

## Музичні відео
| Рік  | Пісня                             | Режисер(и)       |
| ---- | --------------------------------- | ---------------- |
| 1999 | «There You Go»                    | Dave Meyers      |
| 2000 | «Most Girls»                      | Dave Meyers      |
| 2000 | «You Make Me Sick»                | Dave Meyers      |
| 2001 | «Lady Marmalade»                  | Paul Hunter      |
| 2001 | «Get the Party Started»           | Dave Meyers      |
| 2002 | «Don't Let Me Get Me»             | Dave Meyers      |
| 2002 | «Just Like a Pill»                | Francis Lawrence |
| 2002 | «Family Portrait»                 | Sophie Muller    |
| 2003 | «Feel Good Time»                  | Dave Meyers      |
| 2003 | «Trouble»                         | Sophie Muller    |
| 2003 | «God is a DJ»                     | Jake Scott       |
| 2004 | «Last to Know»                    | Russell Thomas   |
| 2005 | «Tsunami Relief: Tears in Heaven» | Marcus Raboy     |
| 2005 | «Stupid Girls»                    | Dave Meyers      |
| 2005 | «U + Ur Hand»                     | Dave Meyers      |
| 2006 | «Who Knew»                        | The Dragons      |
| 2006 | «Nobody Knows»                    | Jake Nava        |
| 2007 | «Dear Mr. President»              | Dave Diomedi     |
| 2007 | «Leave Me Alone (I'm Lonely)»     | David Mallet     |
| 2007 | «Cuz I Can»                       | Larn Poland      |
| 2008 | «So What»                         | Dave Meyers      |
| 2008 | «Sober»                           | Jonas Åkerlund   |
| 2008 | «Please Don't Leave Me»           | Dave Meyers      |
| 2009 | «Funhouse»                        | Dave Meyers      |
| 2009 | «I Don't Believe You»             | Sophie Muller    |
| 2010 | «Funhouse»                        | Cole Walliser    |
| 2010 | «Please Don't Leave Me»           | Cole Walliser    |
| 2010 | «Leave Me Alone (I'm Lonely)»     | Cole Walliser    |
| 2010 | «We Are the World 25 for Haiti»   | Paul Haggis      |
| 2010 | «Raise Your Glass»                | Dave Meyers      |
| 2011 | «Fucking Perfect»                 | Dave Meyers      |